# Peter Wirz
Pour les articles homonymes, voir Wirz.
Peter Wirz, né le 29 juillet 1960, est un athlète suisse spécialiste du 1 500 mètres. Affilié au LC Zürich, il mesure 1,81 m pour 68 kg.

## Biographie

### Palmarès
| Date | Compétition                    | Lieu        | Résultat | Performance   |
| ---- | ------------------------------ | ----------- | -------- | ------------- |
| 1979 | Championnats d'Europe juniors  | Bydgoszcz   | 3e       | 3 min 42 s 66 |
| 1984 | Championnats d'Europe en salle | Göteborg    | 1er      | 3 min 41 s 35 |
| 1984 | Jeux olympiques d'été          | Los Angeles | 6e       | 3 min 36 s 97 |

### Records
| Épreuve      | Épreuve   | Performance    | Lieu        | Date            |
| ------------ | --------- | -------------- | ----------- | --------------- |
| 1 000 mètres | Plein air | 2 min 18 s 37  | Berne       | 29 juillet 1983 |
| 1 500 mètres | Plein air | 3 min 35 s 83  | Los Angeles | 10 août 1984    |
| 1 500 mètres | Salle     | 3 min 40 s 20  | Stuttgart   | 23 février 1985 |
| Mile         | Plein air | 3 min 55 s 68  | Londres     | 11 juillet 1986 |
| 3 000 mètres | Plein air | 7 min 44 s 89  | Séville     | 28 mai 1987     |
| 3 000 mètres | Salle     | 7 min 51 s 42  | Stuttgart   | 12 février 1989 |
| 5 000 mètres | Plein air | 13 min 38 s 23 | Sittard     | 18 juin 1989    |